# Microeconomia
La microeconomia (del prefix grec micro, que vol dir "petit"), és la branca de l'economia que estudia com les parts individuals de l'economia, les llars i les empreses, prenen decisions per a assignar els recursos limitats, típicament en els mercats on els béns i els serveis es venen i es compren. La microeconomia examina com és que aquestes decisions i comportaments afecten l'oferta i demanda dels béns i els serveis, la qual cosa determina els preus, i com els preus, al seu torn, determinen l'oferta i la demanda dels béns i serveis. Tot això contrasta amb la macroeconomia, la qual estudia la "suma total de l'activitat econòmica, així com el creixement, la inflació i l'atur."

## El problema econòmic

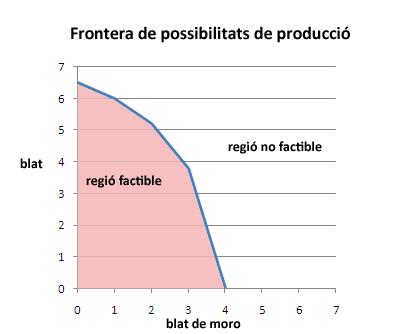
Frontera de possibilitats de la producció

El tema fonamental de l'economia, sovint conegut com el problema econòmic, és el fet que cap recurs és il·limitat, i per tant, les persones han de prendre decisions consistents amb aquesta limitació. Una decisió òptima és aquella que tria l'alternativa més desitjable entre les possibilitats permeses pels recursos limitats.
El problema econòmic es presenta amb tres conceptes bàsics: escassesa, elecció i el cost d'oportunitat. Tots els recursos són escassos, per la qual cosa, hom ha d'elegir entre un conjunt limitat de possibilitats, reconeixent el fet ineludible que la decisió de tenir més d'alguna cosa implica que hom ha de deixar-ne una altra. El cost d'oportunitat d'una decisió en particular es defineix com el valor abandonat de la segona millor alternativa que no s'elegeix.
El problema econòmic es pot representar de manera gràfica per mitjà de la frontera de possibilitats de producció. Com a exemple es podria considerar un pagès que hagués de llaurar la terra per sembrar blat o blat de moro. Si sembrés blat sobre tota la seva terra, podria produir-ne quatre tones, si sembrés blat de moro podria produir-ne 6,5 tones. Tanmateix, si redueix la quantitat de blat a 3,0 tones, podria produir 3,8 tones de blat de moro; si redueix la quantitat produïda de blat a 2,0 tones, podria produir 5,2 tones de blat de moro; si redueix la quantitat a 1 tona de blat, podria produir 6,0 tones de blat de moro. Així doncs, de manera gràfica, la frontera de possibilitats de producció determina el nombre màxim de béns que es poden produir donat el càracter limitat dels recursos productius (o donada qualsevol altra restricció en els recursos productius) i una tecnologia o forma de produir determinada.
Una frontera de possibilitats de producció sempre té un pendent negatiu creixent en termes absoluts, ja que els recursos són limitats. El pagès només podrà incrementar la seva producció de blat en augmentar la terra que hi dedica, però simultàniament reduirà la terra disponible per a la producció de blat de moro. Totes les combinacions per damunt o per sota de la frontera de possibilitats de producció són assolibles; les combinacions per sobre la frontera de producció no són factibles amb les recursos disponibles. El pendent de la frontera de possibilitats de producció representa, gràficament, el cost d'oportunitat. En general, el cost d'oportunitat s'incrementa en augmentar la producció del segon bé. Aquest principi es coneix com el principi dels costos creixents, tot i que hi ha excepcions a aquesta regla.
Si es produeix qualsevol combinació de productes en qualsevol punt de la frontera de possibilitats de producció, la producció és eficient, la qual cosa es defineix, econòmicament, com l'absència de pèrdues o de desaprofitament. Qualsevol punt dins i a l'esquerra de la frontera de possibilitats és ineficient, ja que hi ha prou recursos per a incrementar la producció sense desaprofitar els recursos disponibles.

## L'oferta i la demanda
Un mercat és un mecanisme o acord per mitjà del qual els venedors i els compradors poden intercanviar productes i/o serveis. L'oferta i la demanda descriuen les relacions de mercat entre els compradors i els venedors. El model de l'oferta i la demanda determina el preu i la quantitat que s'hi ven. Aquest model és fonamental per a l'anàlisi microeconòmica dels venedors i compradors i llurs interaccions en el mercat. També s'utilitza com a punt de partida per als altres models i teories econòmiques. Aquest model prediu que en un mercat competitiu el preu final serà aquell per mitjà del qual s'obtingui l'equilibri entre la quantitat de producte demanat pels consumidors i oferta pels venedors.
De manera estricta, el model s'aplica al tipus de mercat conegut com la competència perfecta en què cap comprador ni cap venedor tenen cap influència en el preu i el preu es coneix perfectament. La quantitat del producte que ofereix el venedor i la quantitat demanada pel consumidor depenen del preu del mercat del producte. La llei de l'oferta diu que la quantitat oferta està relacionada al preu de manera directament proporcional: si el preu del producte s'incrementa, el venedor n'oferirà més, ceteris paribus, és a dir, tota la resta de les variables es mantenen constants. La llei de la demanda és la relació inversa entre la quantitat demanada i el preu: si el preu del producte s'incrementa, el consumidor en demanarà menys, ceteris paribus.

Representació gràfica de l'oferta (S) i la demanda (D). Els preus d'equilibri (P) es mostren en la intersecció de la corba d'oferta i la demanda.

El model de l'oferta i la demanda es pot representar gràficament amb dues corbes. La corba de la demanda mostra la quantitat demanada (sobre l'eix horitzontal) d'un producte en funció dels canvis en el seu preu (sobre l'eix vertical). Aquesta corba té un pendent negatiu: entre més alt és el preu menys quantitat se'n demanarà. La corba de l'oferta mostra la quantitat oferta (sobre l'eix horitzontal) en funció del preu (sobre l'eix vertical). Aquesta corba, per contra, té un pendent positiu: mentre més alt és el preu del producte més quantitat s'oferirà. Si es posen les dues corbes en la mateixa gràfica, es pot determinar el preu en el mercat: la intersecció de les corbes.
Per exemple, en el gràfic, la intersecció entre la demanda (D1) i l'oferta (S) és en el punt P1. En aquest punt hi ha equilibri. Si el preu fos superior a aquell determinat per la intersecció, els productors oferirien més del bé, però els compradors en demanarien menys i, per tant, hi hauria excedents i els productors haurien de baixar-ne el preu per eliminar-lo. Per contra, si el preu fos inferior a aquell determinat per la intersecció, els compradors en demanarien més, però els productors n'oferirien menys i, per tant, hi hauria escassetat, i el preu pujaria. Ara bé, si la demanda canviés per alguna raó (per exemple, hi ha un increment en la població, per tant, hi ha més demanda del mateix producte als mateixos preus que abans), la qual cosa està representada amb la corba D2 en el gràfic, i si l'oferta no canviés, llavors hi haurà un increment en el preu del producte: la intersecció entre la nova demanda i l'oferta és P2. Amb aquest preu, la quantitat d'equilibri (Q2) és superior a l'equilibri anterior al canvi en la demanda (Q1).
La teoria de l'oferta i la demanda és un principi d'organització que explica els preus i les quantitats d'un bé que es venen i llurs canvis en una economia de mercat. En la teoria microeconòmica es refereix a la determinació del preu i la quantitat d'equilibri en un mercat de competència perfecta. Aquest model serveix com a fonament per a les altres estructures de mercat així com per a altres models i teories econòmiques.

## Els consumidors: la restricció pressupostària i les preferències

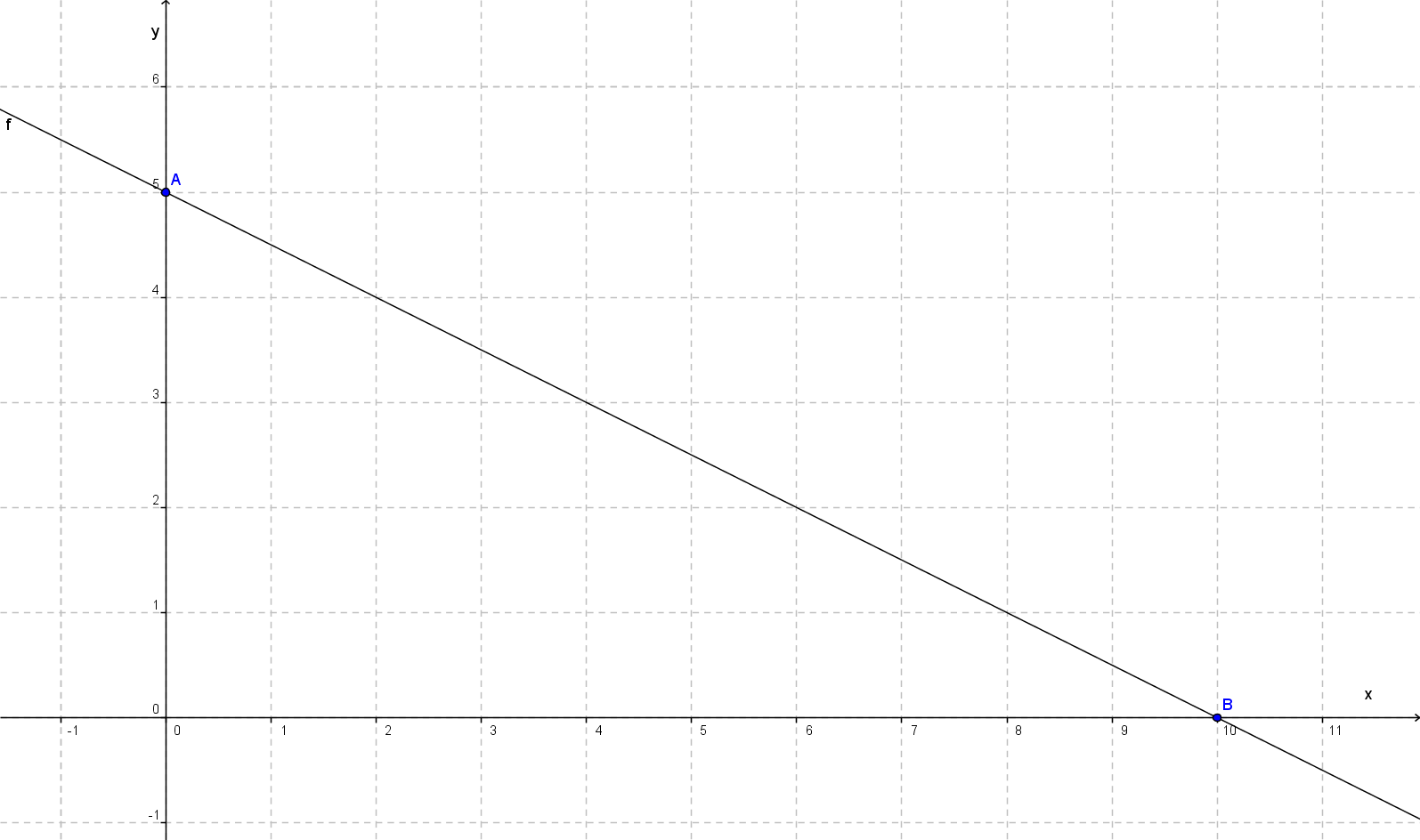
Una restricció pressupostària representada gràficament

Les eleccions disponibles per als consumidors estan subjectes al seu pressupost: la quantitat de diners que té disponible. Si hi hagués només dos productes en el món, pa i vi, llavors una llar en particular haurà de determinar com assigna el seu ingrés per a comprar aquests dos productes. Mentres més compri d'un producte, menys diners tindrà disponible per a comprar de l'altre. Per exemple, si una barra de pa i una ampolla de vi constessin un euro, llavors si la llar compra una barra de pa, podrà comprar quatre ampolles de vi; si compra dues barres de pa, podrà comprar només tres ampolles de vi, etc. Totes les possibles combinacions entre aquests dos productes, segons el pressupost disponible es representen gràficament en una línia pressupostària o recta de balanç la qual té un pendent negatiu, com es mostra en el gràfic. Si l'ingrés o la renda de la llar augmentés, llavors, la recta de balanç es desplaçaria a la dreta: la llar podria comprar més d'ambdós productes; de la mateixa manera, si la renda de la llar disminuís, llavors la recta de balanç es desplaçaria a l'esquerra: la llar podria comprar menys d'ambdós productes. Per altra banda, si el preu d'un producte augmentés, llavors el pendent de la recta de balanç canviaria (augmentaria o disminuiria depenent de l'eix on es trobi el producte en qüestió): la llar pot comprar menys d'aquest producte. El pendent de recta de balanç és la quantitat d'un producte que un consumidor ha de cedir (sacrificar o deixar de comprar) per tal d'obtenir una unitat més d'un altre producte sense canviar la quantitat total de diners que utilitza.
La restricció pressupostària ens indica les opcions disponibles que té el consumidor segons el seu pressupost. Per altra banda, la microeconomia també estudia les preferències del consumidor per a determinar quina, d'entre totes les seus possibilitats, triarà. Els economistes comparen les preferències del consumidor, segons els axiomes de la teoria del consumidor que determinen la "consistència" (la racionalitat i transitivitat) de dites preferències. Per exemple, si hi hagués dos productes en el món, pa i vi, un consumidor pot preferir la combinació o cistella de dues barres de pa i dues ampolles de vi (cistella A) a la combinació d'una barra de pa i dues ampolles de vi (cistella B). Ara bé, la cistella A pot ser menys preferida que la cistella C que conté només dues barres de pa i tres ampolles de vi. Per altra banda, el consumidor pot ser indiferent entre la cistella A i una cistella D que conté una barra de pa i tres ampolles de vi. Tot això també es pot representar gràficament. Una corba d'indiferència és una línia que connecta totes les combinacions de dos productes que són igualment preferides per al consumidor (per exemple, la cistella A i la cistella D es trobarien en la mateixa corba d'indiferència).

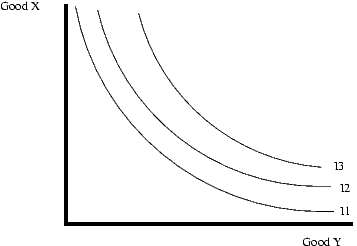
Corbes d'indiferència

En el gràfic es presenten tres corbes d'indiferència, 11, 12, i 13. Totes les combinacions de quantitat entre dos productes, x i y (representant sobre els eixos) que es troben sobre la mateixa línia, 11, són igualment preferides pel consumidor. De la mateixa manera tots els punts sobre la línia 12, representen totes les combinacions possibles que són igualment preferides pel consumidor. Ara bé, totes les combinacions possibles de la corba d'indiferència 12 són preferides a totes les combinacions possibles de la corba d'indiferència 11. En el gràfic, el pendent de les corbes d'indiferència és negatiu. El pendent de la corba d'indiferència és la taxa marginal de substitució entre els dos productes, i representa la quantitat màxima d'un producte que un consumidor està disposat a cedir (sacrificar o deixar de comprar) a canvi d'una unitat més d'un altre.
Prenent a compte la restricció pressupostària d'un consumidor i les seves preferències, ell o ella triarà el punt més elevat de la recta de balanç que es trobi sobre la corba d'indiferència més elevada possible. És a dir, l'elecció serà el punt de la recta de balanç tangent a la corba d'indiferència. En aquest punt el pendent de la corba d'indiferència és igual al pendent de la recta de balanç. Ja que el pendent de la corba d'indiferència és la taxa marginal de substitució entre dos productes, llavors el consumidor triarà la combinació en què la taxa marginal de substitució sigui igual a la raó dels preus.

## Els productors: producció i costos
Així com els consumidors han de decidir quina combinació de productes comprar, els productors han de decidir què produir i quina combinació d'entrades comprar. En aquest cas els costos de producció són els que determinaran les decisions dels venedors. La producció és la creació de béns o serveis a partir d'entrades (input) o recursos segons l'estat de coneixement actual. Una funció de producció és una equació matemàtica que representa la quantitat màxima produïda (sortida o output) que es pot fer a partir d'un conjunt específic d'entrades. Per exemple, si hi hagués dos tipus d'entrades, x i y, una funció de producció presentarà totes les combinacions possibles entre aquestes dues entrades per a produir alguna cosa. A partir de la funció de producció es deriven el producte mitjà i el producte marginal de les entrades. El producte mitjà és igual al producte total (output) dividit entre la quantitat de l'entrada (input) que es va utilitzar. El producte marginal és el ouput addicional que s'obté per l'ús d'una unitat addicional d'input, mantenint tots els altres inputs constants.
Un patró típic del producte marginal és el següent: al començament el producte marginal és positiu i creixent, després positiu però decreixent, i al final és negatiu. Si es fa un gràfic de la corba del producte marginal, la primera secció serà aquella dels rendiments marginals creixents, la segona serà la dels rendiments marginals decreixents i l'última serà la dels rendiments marginals negatius. A partir d'aquest patró es pot explicar la llei dels rendiments decreixents: en increment la quantitat d'un input, mentre tota la resta dels inputs és constant, els rendiments marginals de l'input que s'incrementa començaran a disminuir.
Ara bé en canviar la quantitat d'output els productors han de prendre a compte també els costos. Primerament, hi ha dos tipus de costos a considerar: els explícits i els implícits. Per exemple, els costos derivat de l'ús d'algun input que proveeix el mercat serien costos d'oportunitat explícits (com ara el pagament d'aquest input). Per altra banda, el cost d'oportunitat derivat de l'ús d'algun recurs que l'empresa o el productor posseeix són costos d'oportunitat implícits i representen la renda que cedeix l'empresa en fer ús dels inputs que ella mateixa posseeix. Els costos econòmics totals inclouen tant els costos explícits com els implícits.
Per altra banda, els economistes distingeixen els costos fixos dels costos variables. Els costos fixos són aquells dels inputs indivisibles que l'empresa ha d'utilitzar per produir alguna cosa, i per tant, el cost total no canvia tot i incrementar l'output que se'n derivi. Els costos variables, per contra, són aquells que varien en variar la quantitat d'output. El cost total a curt termini és la suma dels costos fixos i dels costos variables.
Finalment, els economistes creen tres tipus de corbes de costos: la corba del cost total, la corba del cost mitjà i la corba del cost marginal. La corba del cost mitjà típicament té forma d'una U.
Ara bé, els guanys o les utilitats d'una empresa són la diferència entre l'ingrés o renda total i el cost total. L'ingrés total i el cost total depenen de la combinació de preu i ouput que l'empresa seleccioni. L'ingrés total es calcula directament de la corba de demanda, i és, per definició, la multiplicació del preu i la quantitat que es comprarà a aquest preu. L'ingrés mitjà és l'ingrés total dividit per la quantitat; l'ingrés marginal és l'ingrés addicional derivat de l'addició d'una unitat d'ouput al total. L'anàlisi marginal ens indica que les utilitats es maximitzaran en aquell nivell d'ouput en què l'ingrés marginal sigui igual (o aproximadament igual) al cost marginal.